# Phare Akra Fassa
Le phare Akra Fassa, également appelé phare Fasas, est situé au cap Fassa, au nord-nord-ouest du port de Gávrio sur l'île Andros, dans les Cyclades en Grèce. Il est achevé en 1856.

## Caractéristiques
Le phare est une tour ronde, blanche, accolée à la maison du gardien, dont le dôme de la lanterne est de couleur verte. Il s'élève à 201 mètres au-dessus de la mer Égée. Il sert à guider les bâtiments qui entrent dans le canal de 6 milles marins, séparant les îles Andros et Eubée.

## Codes internationaux
- ARLHS[2] : GRE-064.
- NGA : 15672.
- Admiralty[3] : E 4330.

## Source
(en) [PDF] List of lights radio aids and fog signals - 2011 - The west coasts of Europe and Africa, the mediterranean sea, black sea an Azovskoye more (sea of Azov) (la liste des phares de l'Europe, selon la National Geospatial - Intelligence Agency)- Version 2011 - National Geospatial - Intelligence Agency - p. 271